# Honda Insight
Honda Insight er en hybridbil fra Honda. Bilen var en af de første af sin art og med et brændstofforbrug på 3,4 liter pr. 100 km meget sparsom.
I 2009 kom den anden generation på markedet. Hvor første generation var en minibil, er den anden en lille mellemklassebil.

## Insight (1999−2006)
Den første Insight var en topersoners, tredørs hatchback. Bilen var den første serieproducerede hybridbil, som blev solgt i USA (i Japan blev den første generation af Toyota Prius allerede introduceret i 1997). Med et DIN-forbrug på 3,4 liter pr. 100 km og et CO2-udslip på kun 80 g/km var det den første serieproducerede 3-litersbil med benzinmotor.
Insight var udstyret med en trecylindret benzinmotor og en børsteløs elektromotor på krumtapakslen. Bag forsæderne var der monteret en batteripakke med NiMH-akkumulatorer og en spænding på 144 V. Ved acceleration og kørsel op ad bjerge gav elektromotoren ekstra effekt, mens den ved nedbremsning og kørsel ned ad bjerge fungerede som generator og ladede akkumulatorerne op. En computer styrede hvilken effekt som blev afgivet af forbrændingsmotoren og hvilken af elektromotoren; i CVT-modellen desuden den optimale udveksling.
I Insight var første generation af Hondas hybridteknologi installeret, hvor den næste generation kom til indsats i Honda Civic IMA. På instrumentbrættet var der en indikator for akkumulatorernes samt elektromotorens ladestand: om den hjalp forbrændingsmotoren eller oplod akkumulatorerne. Den manuelle femtrinsgearkasse havde en ekstremt lang udveksling, så tophastigheden knap nok blev opnået i tredje gear, dog ikke i femte. I begge tilfælde afbrød motorstyringen brændstoftilførslen ved en hastighed på 185 km/t. Teoretisk set kunne bilen på en tilstrækkeligt stejl stigning opnå en tophastighed på langt over 220 km/t. Efter Honda NSX i 1990 var Insight den anden Honda-model bygget komplet i aluminium og konstruktivt stærkt beslægtet med Audi Space Frame.

### Tekniske specifikationer
| Version | Cylindre | Ventiler | Slagvolume cm³ | Max. effekt kW (hk) / omdr. | Max. drejningsmoment Nm / omdr. | 0-100 km/t sek. | Topfart km/t | Byggeår     |
| ------- | -------- | -------- | -------------- | --------------------------- | ------------------------------- | --------------- | ------------ | ----------- |
| Insight | 3        | 12       | 995            | 52 (71) / 5700              | 92 / 4800                       | 12,0            | 180          | 1999 − 2006 |

## Insight (2009−)
Siden april 2009 sælges en ny hybridbil under navnet Insight.
Anden generation af Insight drives af en 1,3-liters firecylindret benzinmotor med 65 kW/88 hk, den samme som i Civic Hybrid, samt en elektromotor med 10 kW/14 hk hvilket giver et drejningsmoment på 78 Nm og en samlet systemeffekt på 75 kW/102 hk. Insight findes i tre forskellige udstyrsvarianter og har afhængigt af version et brændstofforbrug på 4,4 eller 4,6 liter pr. 100 km (ved blandet kørsel) og et CO2-udslip på 101 hhv. 105 g/km.
På Frankfurt Motor Show 2011 introduceredes en faceliftet model, som kan kendes på den modificerede kølergrill. Den slankere hækspoiler skal forbedre udsynet bagud, og mellem baglygterne befinder der sig nu en kromliste. Ud over kabinen blev også motoren modificeret, hvilket nedsatte brændstofforbruget og sænkede CO2-udslippet til 96 g/km. Den faceliftede Insight kom ud til forhandlerne i februar 2012.
- Bagfra
- Honda Insight (2012−)

### Sikkerhed
Modellen blev i 2009 kollisionstestet af Euro NCAP med et resultat på fem stjerner ud af fem mulige.

### Tekniske specifikationer
| Version              | Cylindre | Ventiler | Slagvolume cm³ | Max. effekt kW (hk) / omdr.     | Max. drejningsmoment Nm / omdr. | 0-100 km/t sek. | Topfart km/t | Byggeår  |
| -------------------- | -------- | -------- | -------------- | ------------------------------- | ------------------------------- | --------------- | ------------ | -------- |
| 1.3 i-DSI-i-VTEC IMA | 4        | 8        | 1339           | 65 (88) / 5800 + 10 (14) / 1500 | 121 / 4500 + 78 / 1000          | 12,4            | 182          | 4/2009 − |